# Hôtel Victoria
L'hôtel Victoria est un ancien hôtel particulier du XVIIIe siècle, situé à Bordeaux, en France. Il abrite aujourd'hui l'association Le Levain qui propose des logements temporaires à de jeunes travailleurs.
L'hôtel en totalité est inscrit aux monuments historiques par arrêté du 1er décembre 2014.

## Localisation
L'hôtel particulier se situe actuellement au 33 rue Paul-Louis-Lande (autrefois rue Sainte-Eulalie), dans le quartier Saint-Michel à Bordeaux.

## Histoire

### Hôtel particulier d'un riche planteur

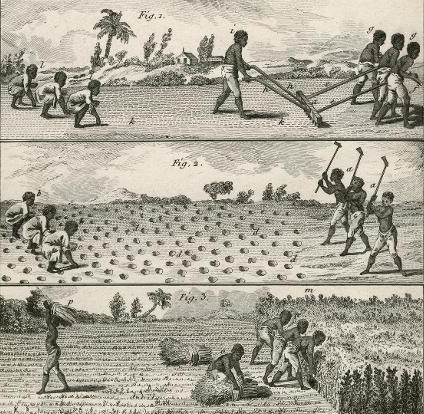
Esclaves cultivant l'indigo, vers 1770.

Le commanditaire de l'hôtel particulier est David Victoria (1730-1823), négociant bordelais issu de la communauté des juifs portugais. C'est également un planteur esclavagiste, propriétaire d'une indigoterie dans la colonie française de Saint-Domingue. Bien que la loi interdisait aux juifs de posséder des terres dans les colonies, il existait de rares dérogations sous réserve de ne pas agir « en haine de la religion catholique ». La puissante famille Gradis en a bénéficié pour son exploitation de la Martinique.
Le 12 septembre 1787, David Victoria revient des Amériques. Grâce à sa fortune de planteur, il fait l’acquisition à Bordeaux de deux vieilles maisons, et de leurs jardins, rue Sainte-Eulalie (aujourd’hui rue Paul-Louis-Lande). Puis, entre 1787 et 1791, il fait bâtir à cet emplacement un bel hôtel particulier « entre cour et jardin ».

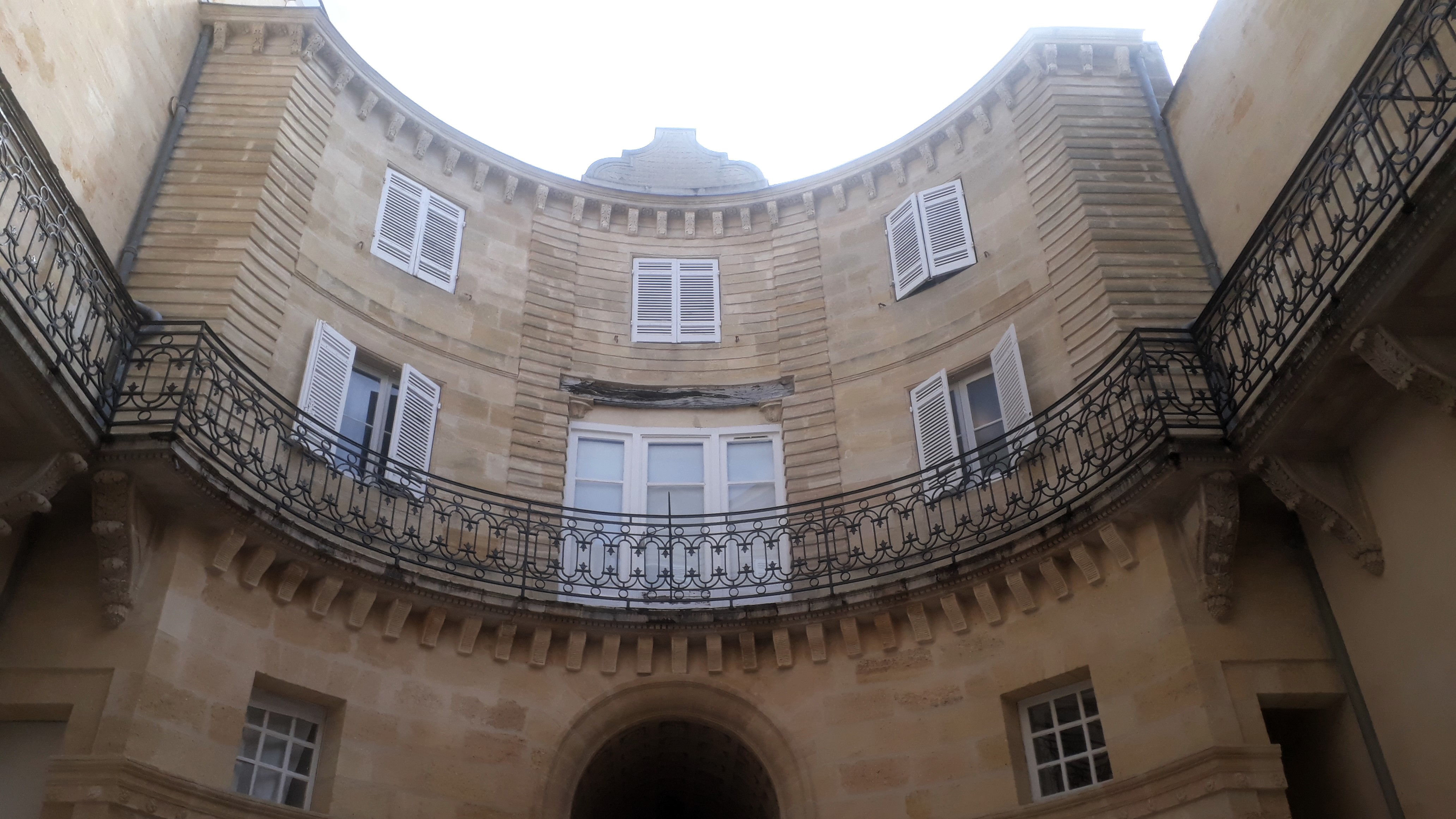
Vue depuis la cour intérieure.

À la mort de David Victoria en 1823, l’immeuble passe entre les mains de son épouse, qui était également sa nièce, Rachel Victoria, et son fils André-Casimir. En 1826, sa veuve touche une indemnité de 40 640 Francs or, en compensation du préjudice financier causé à leurs propriétés coloniales par la Révolution haïtienne, issue des révoltes d'esclaves.

### Rachat par une congrégation religieuse
En raison d'une succession compliquée, l’hôtel particulier est mis en vente en 1855, sur licitation à la barre du tribunal d’instance de Bordeaux. Les enchères sont remportées par les sœurs de la Sainte Famille, congrégation religieuse fondée en 1820 par l’abbé Noailles, et dont le but est de secourir et aider les plus pauvres.

### Transformation en foyer de jeunes travailleuses
En 1981, l'association laïque Le Levain, fondée en 1958 et qui propose des logements temporaires à de jeunes travailleuses, acquiert le bien grâce à un prêt à taux zéro, proposé par Mme Simone Noailles, alors adjointe du maire Jacques Chaban-Delmas. L'association réunit les numéros 29, 31 et 33 de la rue Paul-Louis-Lande, et constitue ainsi un vaste ensemble en pierre de taille.
En 2014, l'ensemble du site est inscrit aux monuments historiques. Une importante campagne de restauration a lieu à la fin des années 2010, soutenue par la Fondation du patrimoine. À cette occasion, les 68 chambres créées dans les années 1980 ont été transformées en 65 studios et colocations. Pour les bénévoles de Habitats Jeunes Le Levain, entreprise solidaire d’utilité sociale, il était important de conserver une résidence sociale sur ce site, en raison de sa localisation et de sa beauté, et ainsi éviter la fuite du bien immobilier vers des investisseurs du luxe[réf. nécessaire].

## Architecture

### Description
L'hôtel est construit entre cour et jardin. Les deux corps de bâtiment sont larges de trois travées de baies rectangulaires, seule la porte cochère est en plein-cintre, donnant sur un passage d’entrée décoré d'une voûte à caissons.
Sa décoration extrêmement complexe, contraire à la mode sévère de la fin du XVIIIe siècle, présente un vocabulaire exacerbé du goût à la grecque mise en œuvre de façon très originale.
L'immeuble a conservé la presque totalité de ses éléments de second œuvre : sols, serrurerie et huisseries en particulier.

### Protection
L'hôtel en totalité est inscrit à l'inventaire supplémentaire des monuments historiques par arrêté du 1er décembre 2014.

## Galerie

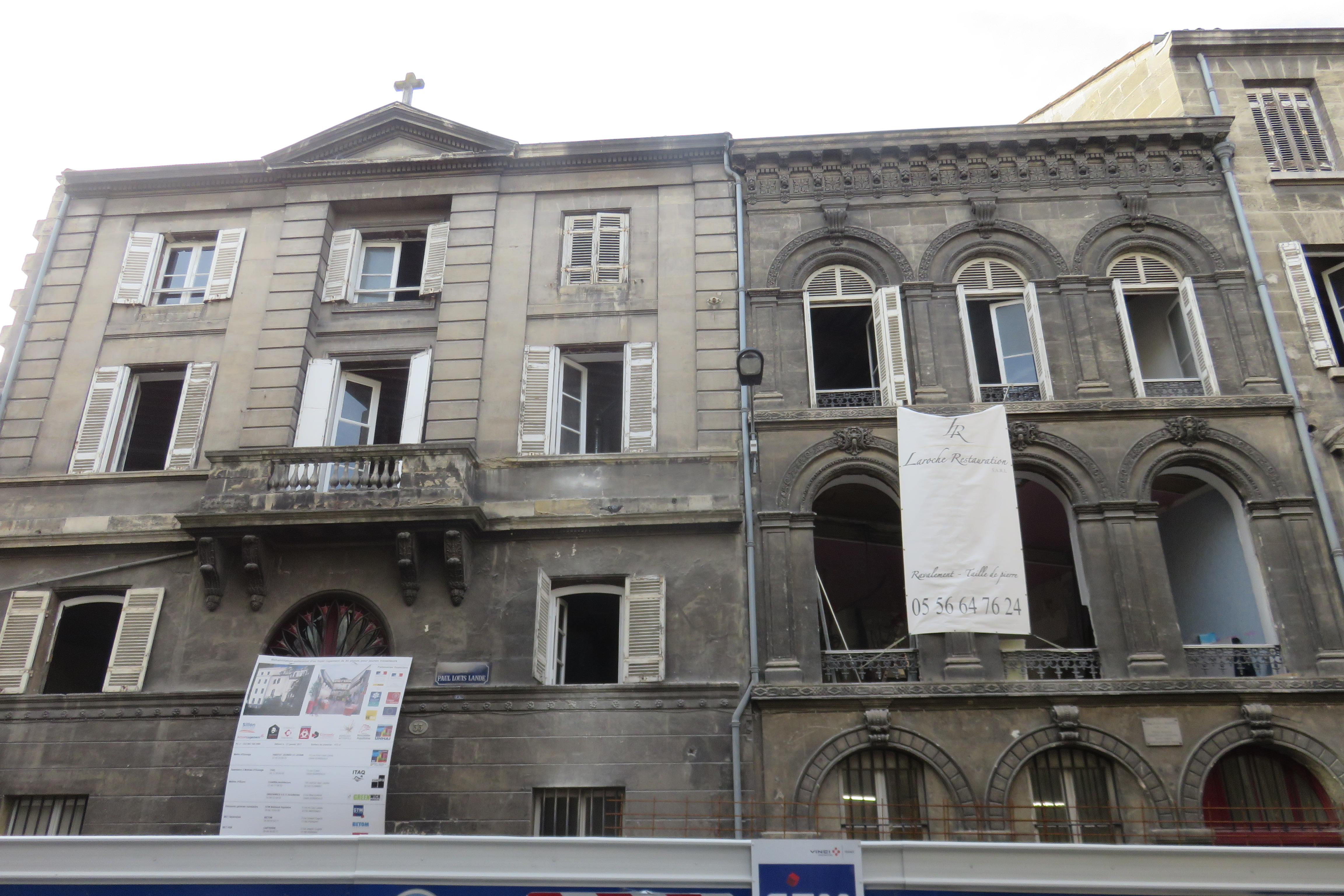
La façade côté rue en 2018, juste avant sa restauration.
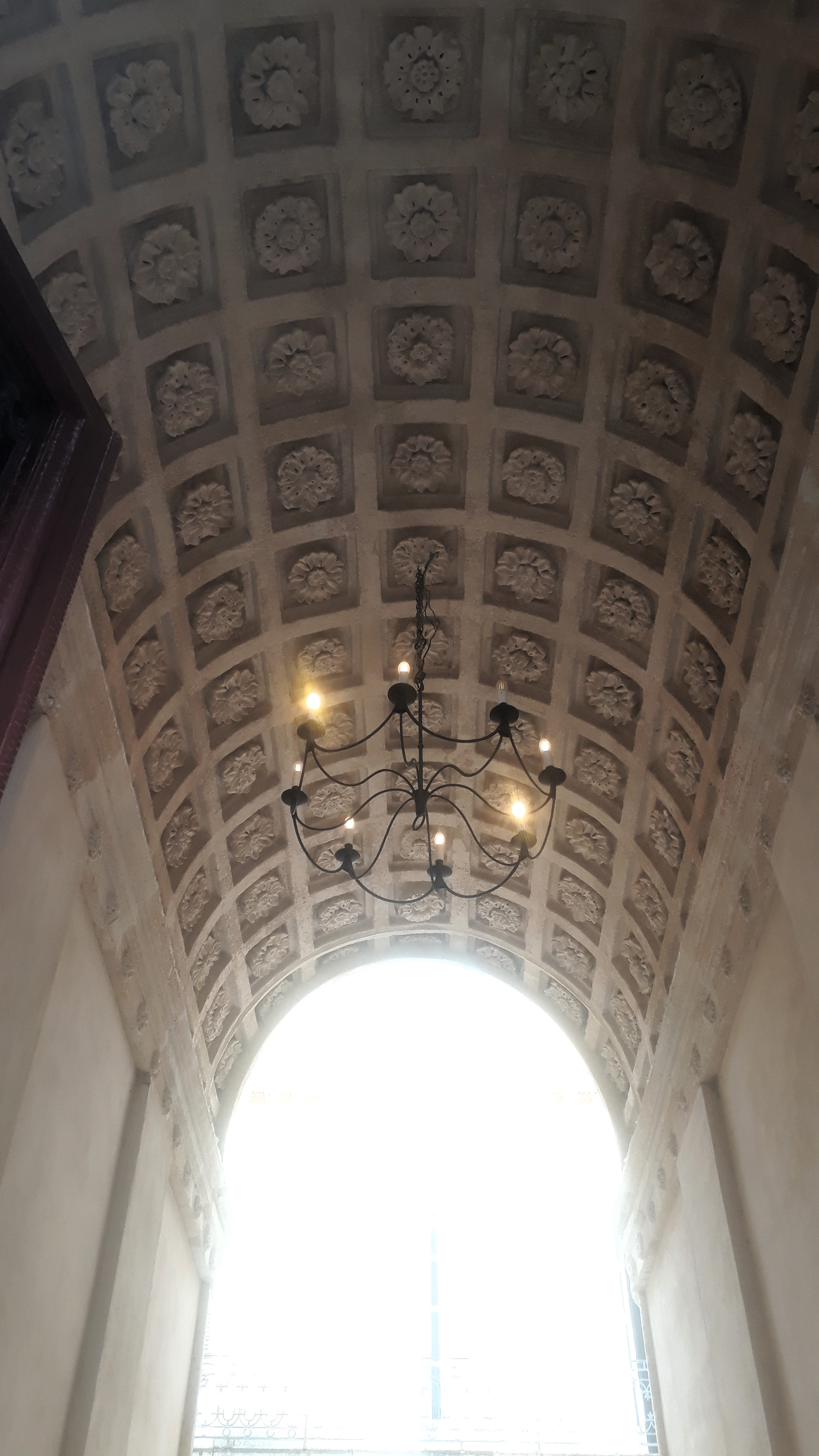
Voûte à caissons.
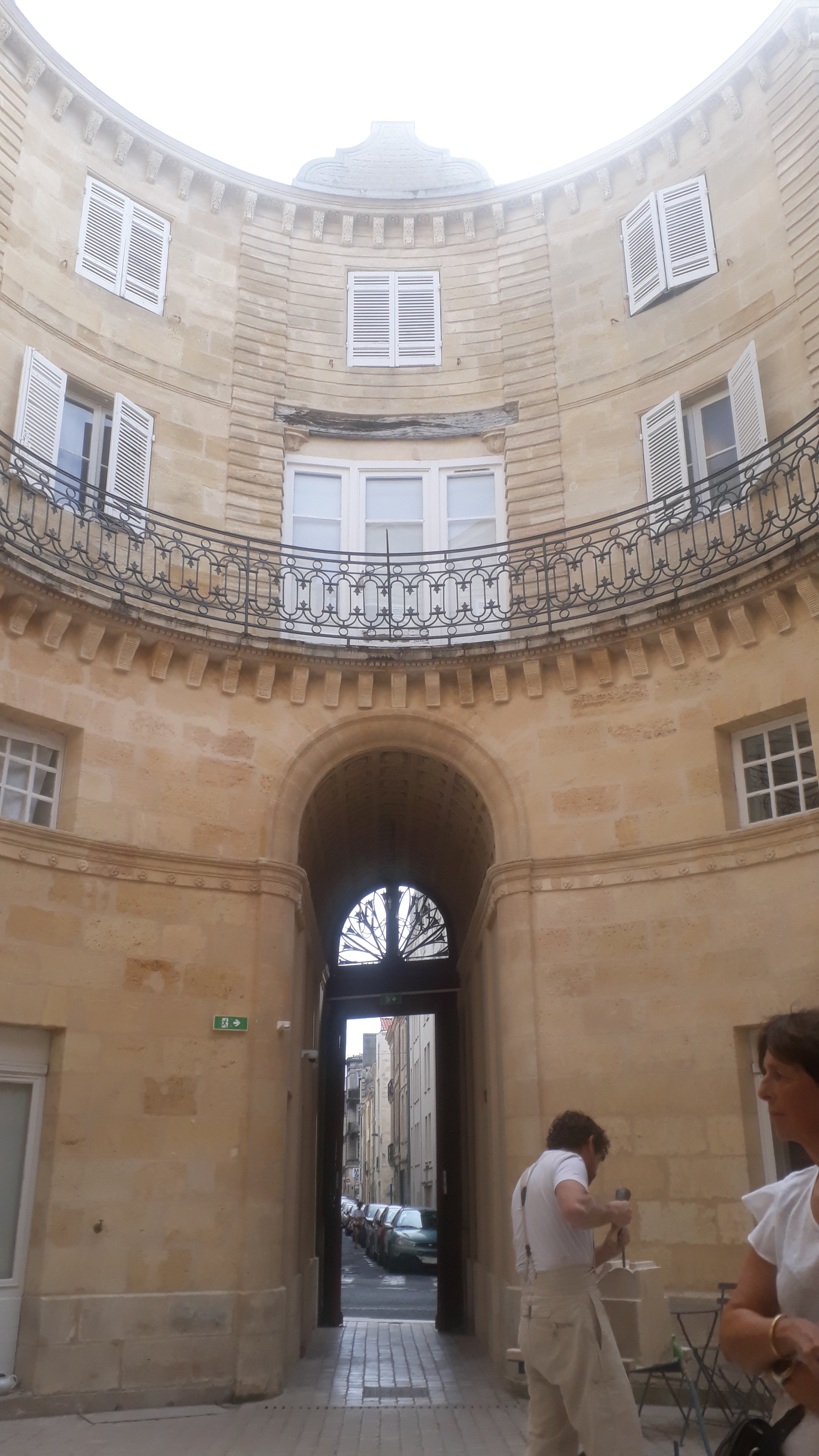
Cour intérieure.
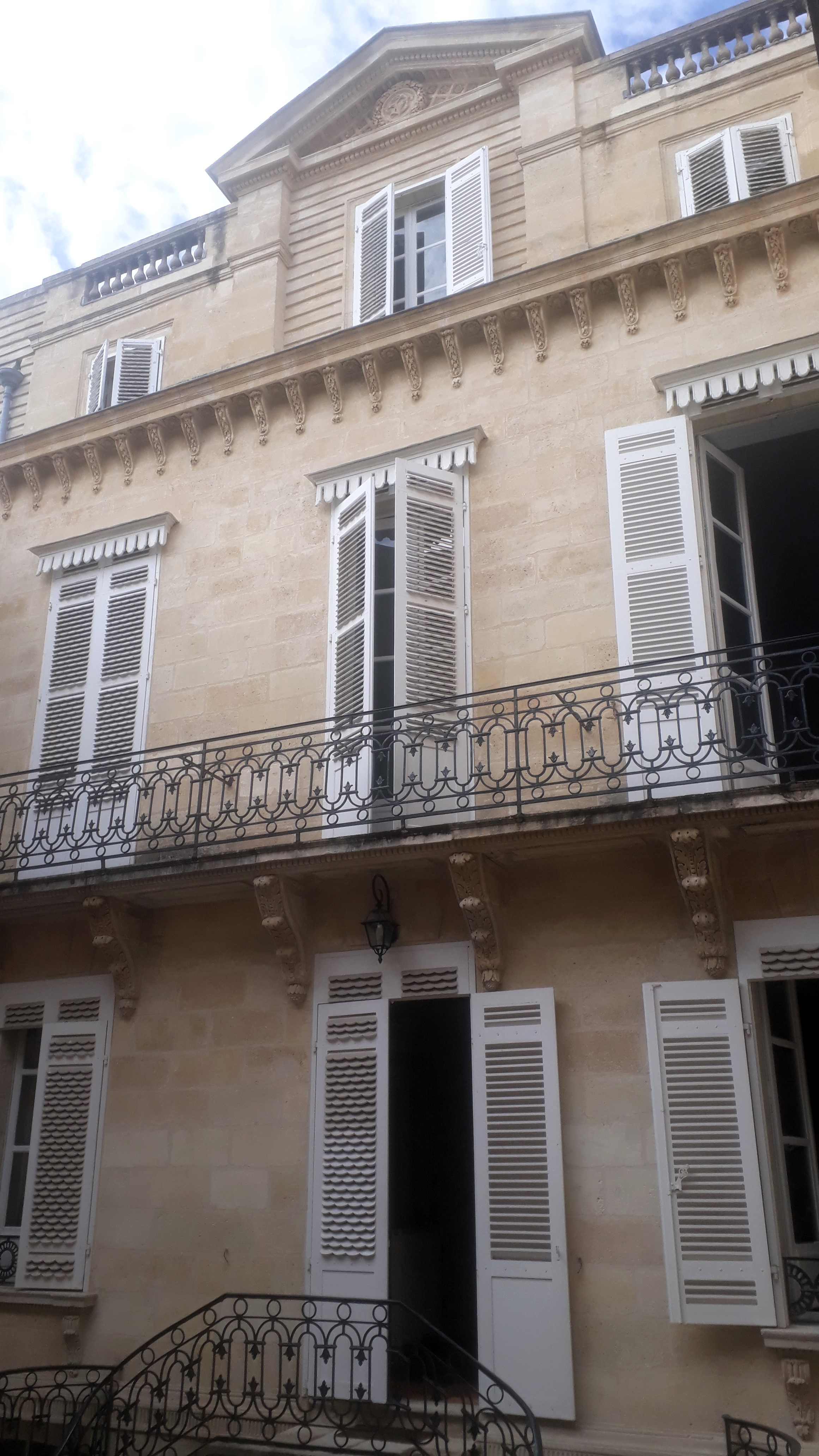
Façade du corps de logis côté cour.
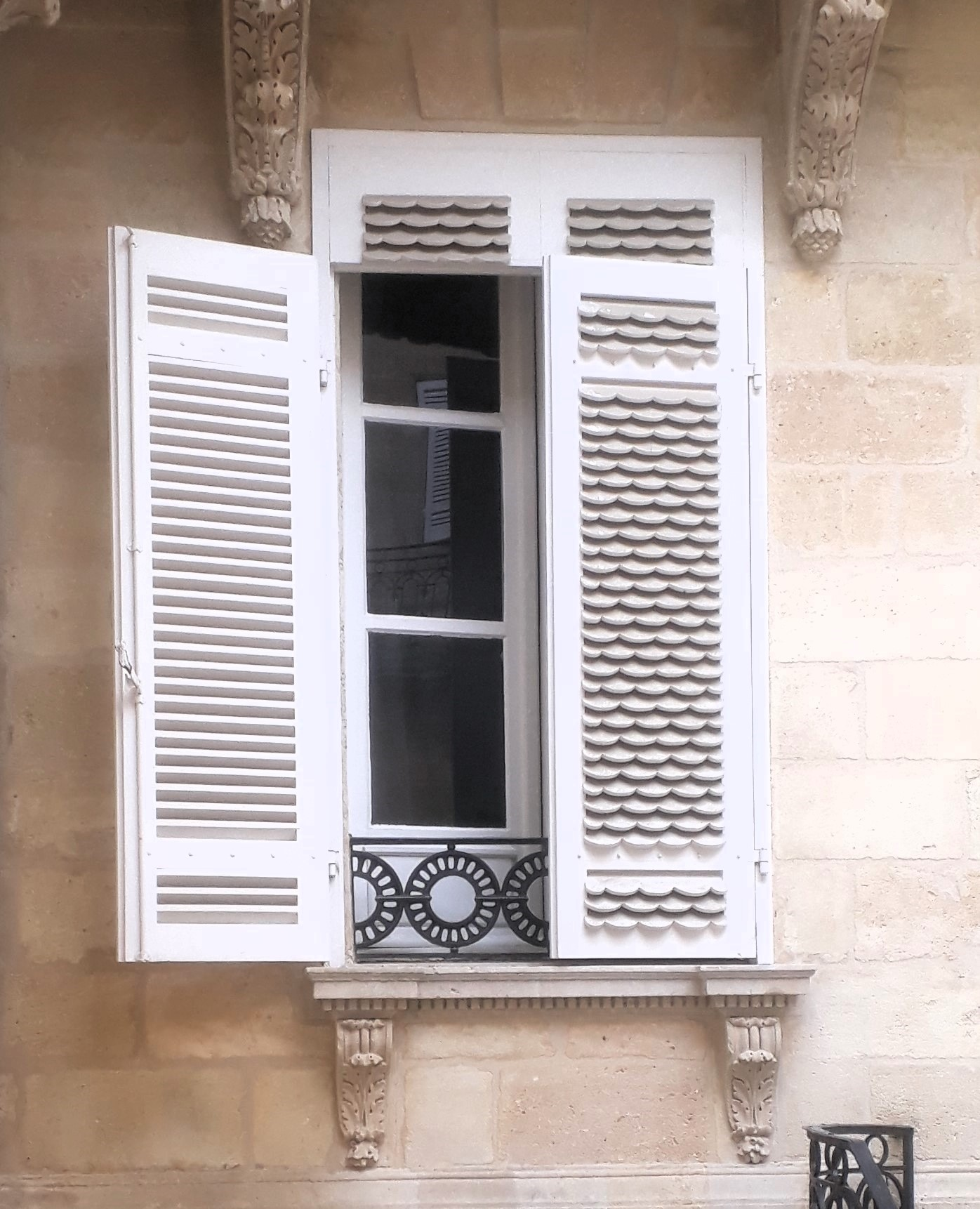
Volet à écaille.
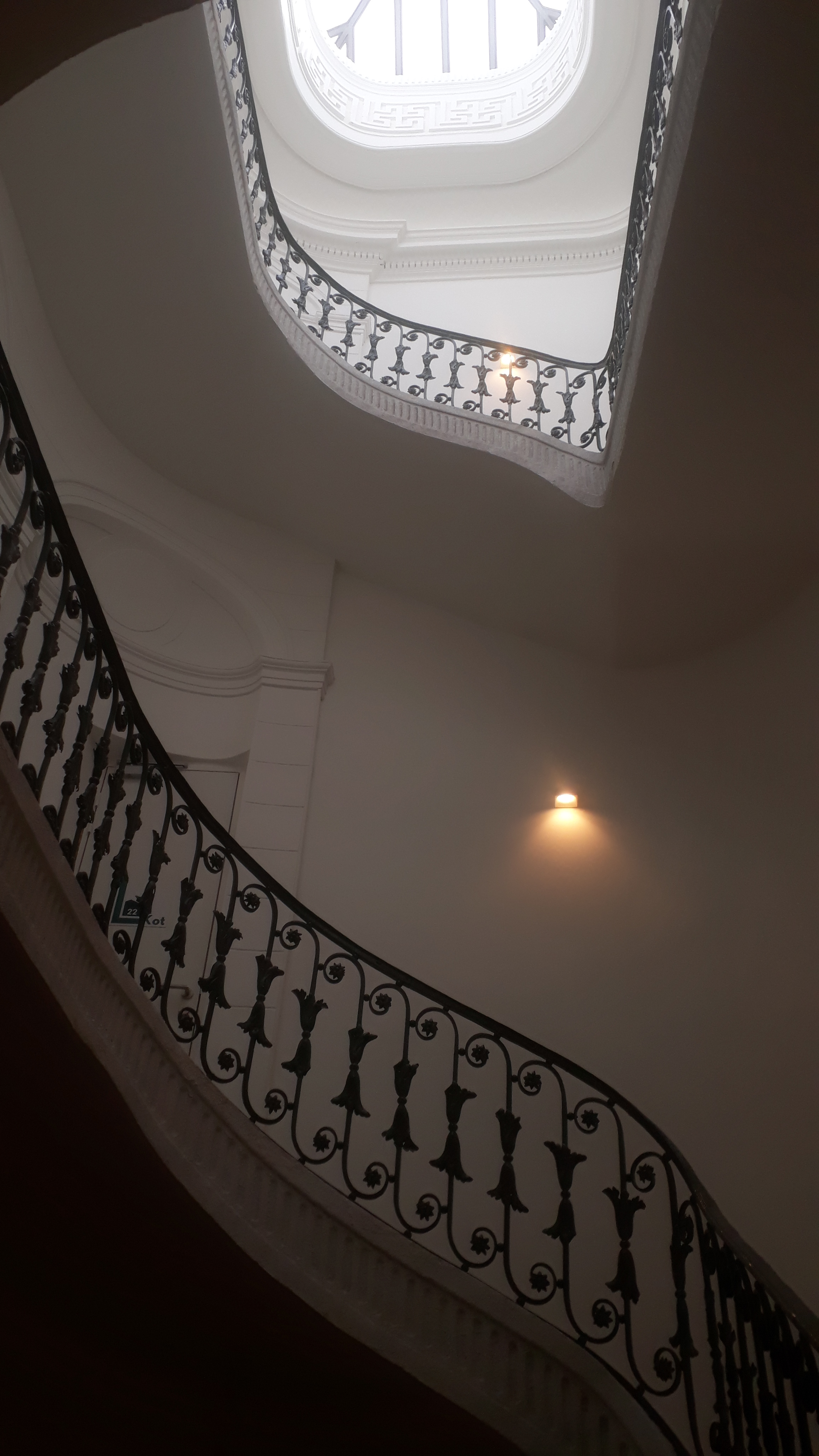
L'escalier d'honneur.
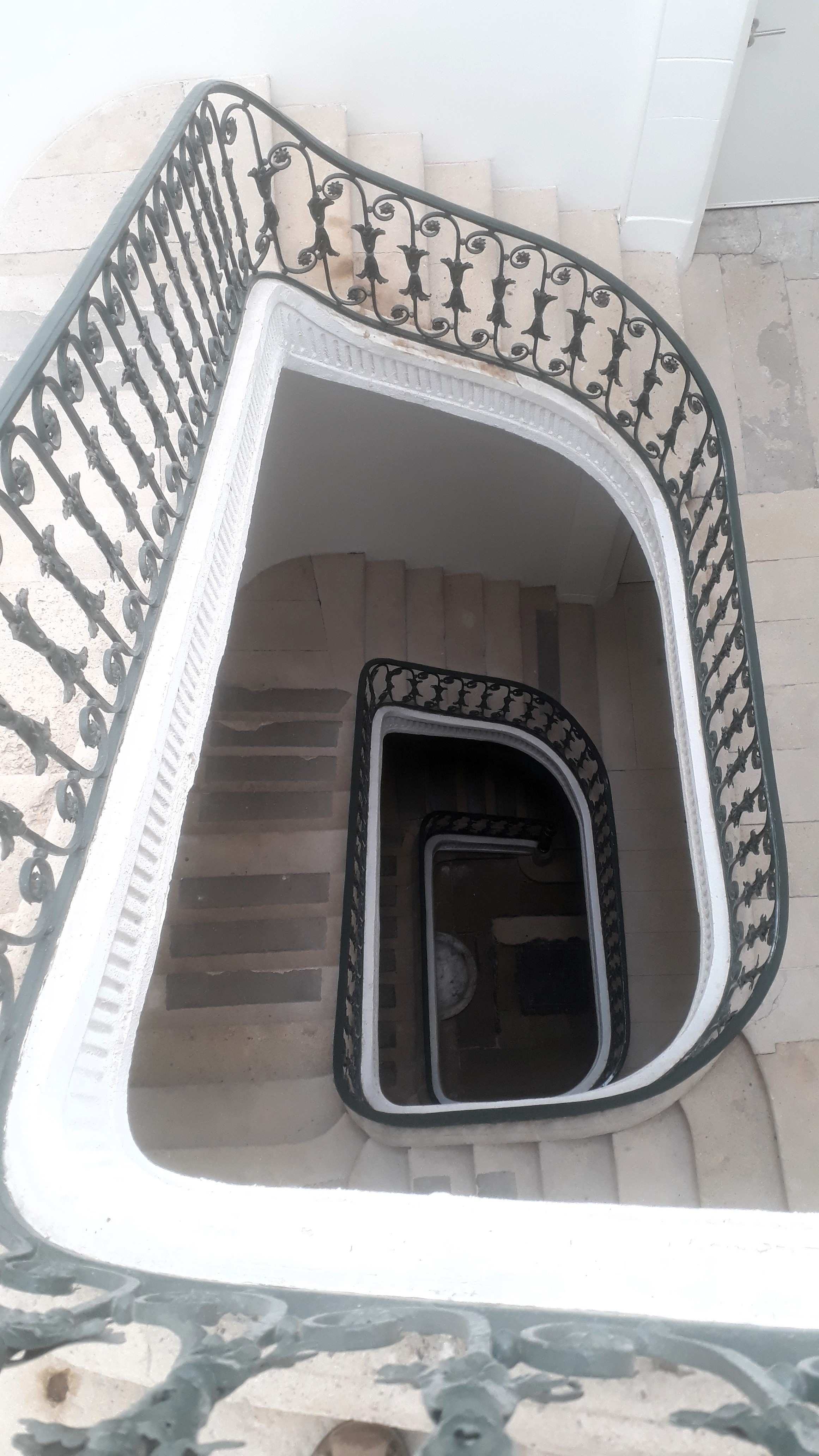
L'escalier d'honneur.
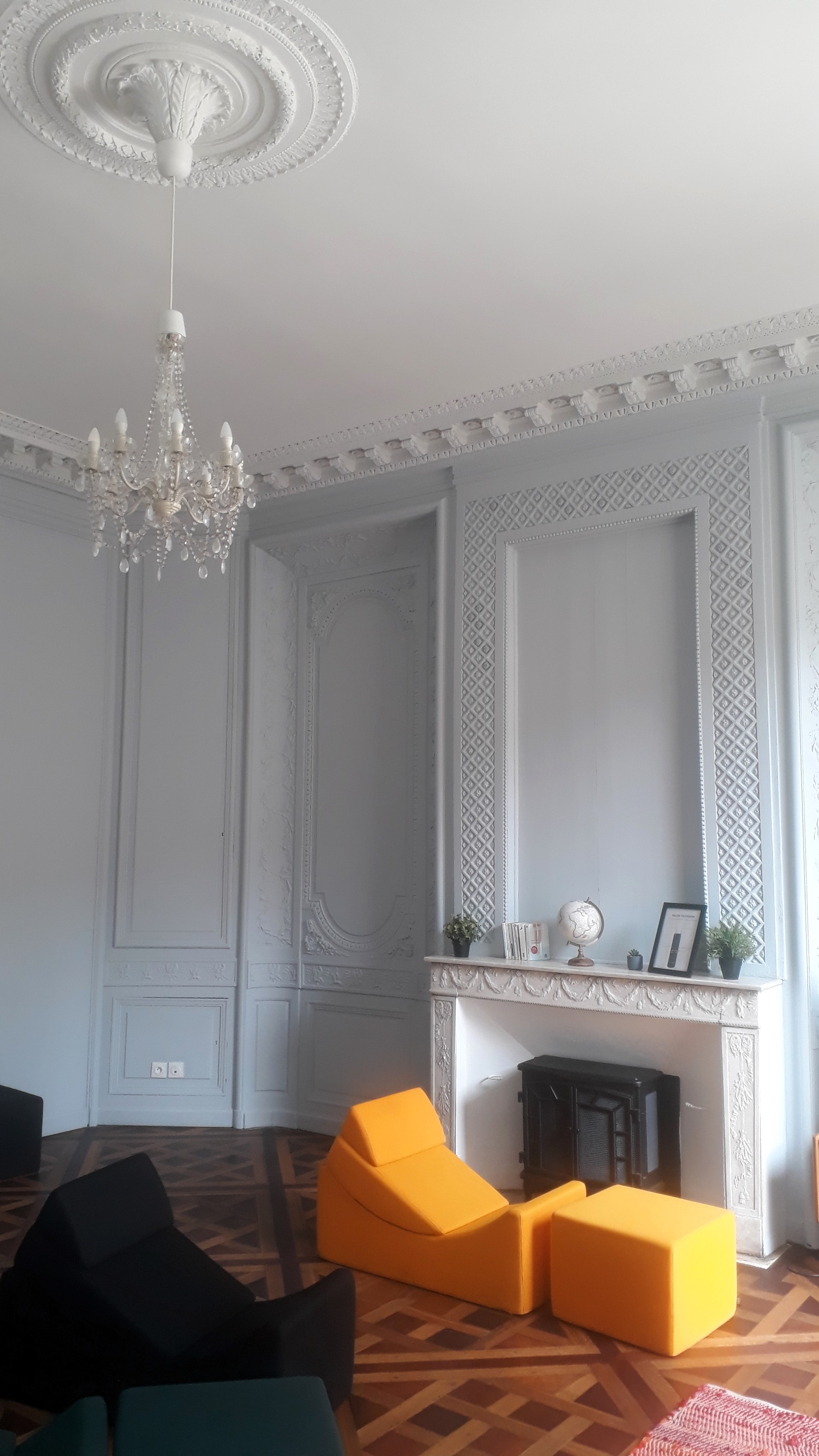
Un salon.
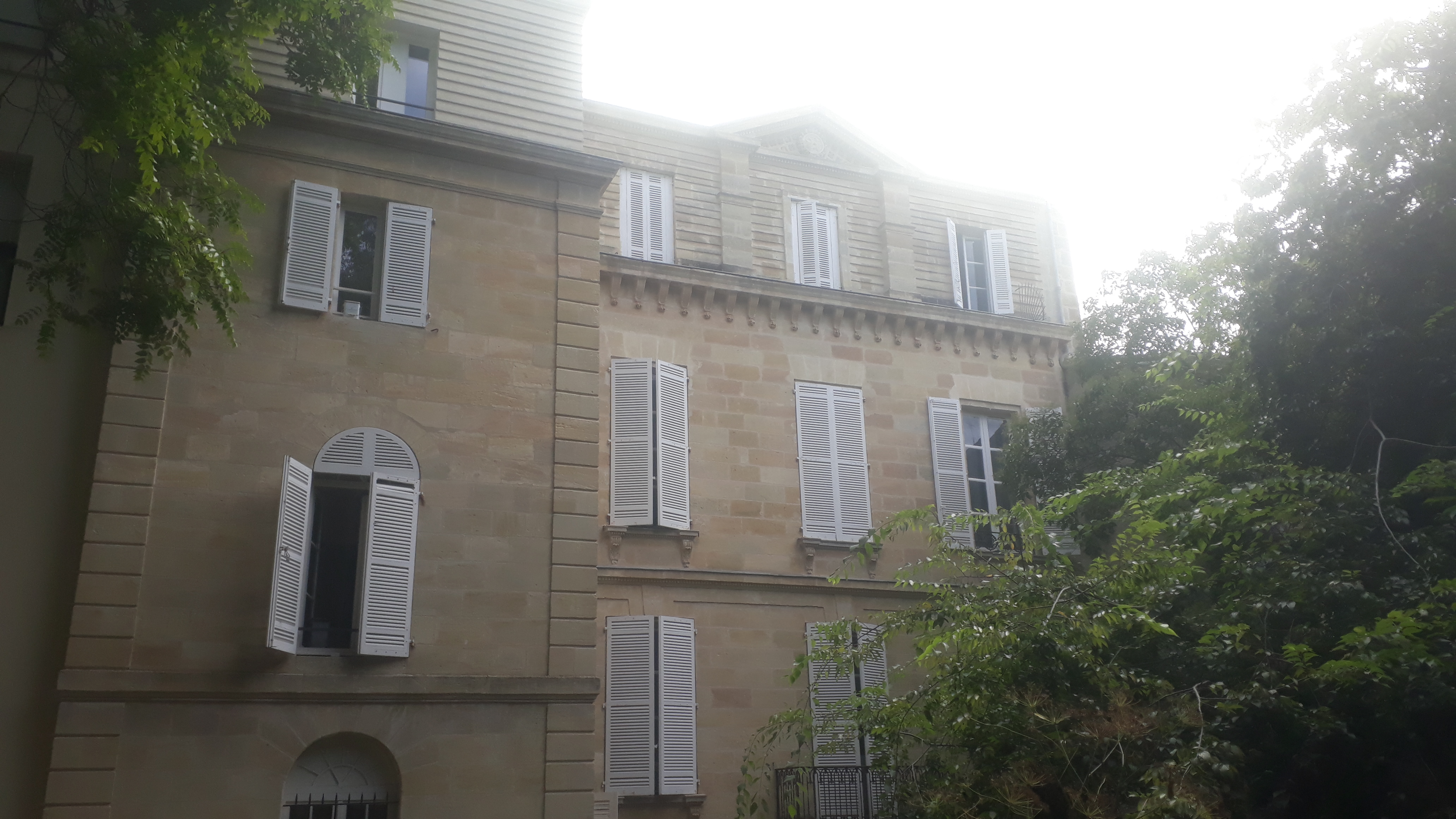
Façade du corps de logis côté jardin.